# Gy-en-Sologne
Gy-en-Sologne is een gemeente in het Franse departement Loir-et-Cher in de regio Centre-Val de Loire en telt 504 inwoners (2004). De plaats maakt deel uit van het arrondissement Romorantin-Lanthenay.

## Geografie
De oppervlakte van Gy-en-Sologne bedraagt 34,9 km², de bevolkingsdichtheid is 14,4 inwoners per km².
De onderstaande kaart toont de ligging van Gy-en-Sologne met de belangrijkste infrastructuur en aangrenzende gemeenten.

## Demografie
Onderstaande figuur toont het verloop van het inwonertal (bron: INSEE-tellingen).